# Easynet
 (novembre 2012).
Si vous disposez d'ouvrages ou d'articles de référence ou si vous connaissez des sites web de qualité traitant du thème abordé ici, merci de compléter l'article en donnant les références utiles à sa vérifiabilité et en les liant à la section « Notes et références ».
Easynet Global Services est un fournisseur international de réseaux administrés, d'hébergement et de services d'intégration Cloud.

## Histoire
Fondée en 1994, Easynet Global Services était la propriété de British Sky Broadcasting de 2006-2010.
En 2012, la société est présente dans le cadran "European Network Service Providers" du Gartner « Magic Quadrant ». 
En 2015, Interoute finalise l'acquisition d'Easynet, avec la validation de la CMA. 
En février 2018, GTT Communications annonce l'acquisition pour 1,9 milliard d'euros d'Interoute, une entreprise spécialisée également dans le réseau internet mais sur le continent européen.